# Antonio Marín Molina
Antonio Marín Molina (Guadix, Granada, 17 de junio de 1996) es un futbolista español. Se desempeña como lateral derecho y actualmente juega en el Club Deportivo Estepona de la Segunda Federación.

## Trayectoria
Jugador que se desempeña como central o como lateral derecho y la campaña 2015-16 disputó 15 partidos (todos ellos como titular) con el filial del Almería en el Grupo IV de Segunda División B y debutando con el primer equipo almeriense. Tras firmar un contrato profesional con la UD Almería, el jugador es cedido al filial del Granada CF para volver a jugar en Segunda B, la temporada 2016-17.
Para la temporada 2015-16, forma parte de la primera plantilla de la UD Almería. 
En julio de 2022, firma por el San Fernando C. D. de la Primera Federación.
El 16 de julio de 2024, firma por el Club Deportivo Estepona de la Segunda Federación.

## Selección nacional
El jugador granadino ha sido internacional en las categorías sub-16, sub-17, sub-18 y sub-19 de la Selección de fútbol de España.

## Clubes
| Club               | País   | Año        |
| ------------------ | ------ | ---------- |
| U. D. Almería "B"  | España | 2013-2016  |
| U. D. Almería      | España | 2014-2016  |
| Granada C. F. "B"  | España | 2016-2019  |
| S. D. Ejea         | España | 2020       |
| Unionistas C. F.   | España | 2020-2022  |
| San Fernando C. D. | España | 2022-2023  |
| Linares Deportivo  | España | 2023-2024  |
| C.D. Estepona      | España | 2024- Act. |